# Partit Comunista de les Filipines - 1930
El Partit Comunista de Filipines - 1930 (PKP-1930), és un partit comunista de les Filipines que es va establir el 7 de novembre de 1930. Utilitza l'esmentada denominació per distingir-se del seu grup escissionat més conegut, el maoista Partit Comunista de Filipines.

## Història

### Fundació i primeres dècades
Els membres fundadors del PKP provenien del Partit Obrer de Filipines, un partit socialista format en oposició a les organitzacions hegemòniques Nacionalista i Demòcrata de l'època. La majoria dels membres del Partit també eren figures destacades del moviment obrer, participant del Congrés Obrer de Filipines (COF), la principal federació sindical de l'època, inclosos els fundadors del PKP Crisanto Evangelista, Antonio Ora, Jacinto Manahan i Domingo Ponce. Evangelista i el seu grup es van anar apropant a les tesis comunistes i augmentant relacions amb la Komintern, la Profintern i amb el CPUSA. En particular, el 1928, Evanglista, Manahan i Cirilo Bognot van anar a la Unió Soviètica per assistir al Quart Congrés de la Profintern.
El 1928, elements moderats del COF es van veure alarmats per la creixent influència d'Evangelista i el seu grup, que van estar a punt d'aconseguir el suprot explícit pel Partit Obrer, i van aprofitar la seva absència convocant una convenció nacional l'1 de maig d'aquell any. El president en funcions, Francisco Varona va ser destituït juntament amb Evangelista, i van ser substituïts per Hilario Barroga i Domingo Ponce, respectivament. Els comunistes tenien plans per a una reorganització radical del moviment sindical, que posaria les bases del moviment comunista a les Filipines. Aquests plans es van veure gairebé frustrats el 1928, però Evangelista va optar per esperar el seu moment per a la conferència de l'any següent.
Així, la fracció comunista va presentar un esborrany de tesi que reclamava mesures com l'adopció d'una direcció col·lectiva, la creació d'un partit obrer i la promoció de la lluita de classes. Malgrat ser aprovada per debatre a la convenció de maig, els moderats van aconseguir bloquejar-la. Evangelista i el seu grup van sortir de la convenció i el COF es va dividir. Dotze dies després, el 12 de maig de 1929, es va formar el Congrés del Treball Proletari de les Filipines (KAP), formada per 27 dels 35 sindicats de la COF original. El 26 d'agost de l'any següent es va organitzar el Partit Comunista, formalitzat el 7 de novembre del mateix any. Aquestes dues dates es corresponen amb el Crit de Pugad Lawin, que va donar inici a la Revolució filipina', i la Revolució d'Octubre, respectivament, vinculant simbòlicament el PKP amb les revolucions nacionalistes i comunistes.
El recentment format PKP va començar immediatament un agressiu impuls organitzatiu i de propaganda entre els camperols de Luzón central i Manila, celebrant reunions públiques gairebé a diari. El gener de 1931, el PKP va obrir la seva seu nacional a Quiapo, Manila, i també va llançar el seu òrgan oficial, la Guspira, que recordava l'Iskra de Lenin.
Durant aquesta primera etapa, van impulsar o recolzar nombroses vagues i aixecaments per tot el país, especialment al camp, malgraten aquell moment el PKP era encara feble organitzativament. La majoria dels membres, inclòs Evangelista, creien que l'arrel de la revolució havia de venir dels centres urbans, mentre que gent com Manahan, Feleo, Guillermo Capadocia i Mateo del Castillo creien que una base camperola forta era important per aconseguir la revolució comunista. No obstant això, el PKP no tenia una base sòlida al centre de Luzón en aquell moment.
El 1931, Antonio Ora va morir en un accident d'automòbil a Nova Ecija. Ora era un membre d'alt rang del politburó i del comitè central del PKP, àmpliament considerat com el segon després d'Evangelista. El funeral d'Ora es va convertir en una manifestació generalitzada, amb més de 50.000 treballadors marxant per Manila. Es va celebrar una vetlla a la ciutat natal d'Ora i hi van assistir 3.000 camperols.
L'incident més important relacionat amb el primer PKP va ser l'1 de maig de 1931, quan es va prohibir als comunistes celebrar la seva tradicional manifestació del Dia del Treball a Manila. En canvi, el PKP va traslladar la seva celebració a Caloocan, sota els auspicis del KAP. Aquest permís, però, també va ser revocat hores abans de l'inici de l'inici previst. Un contingent de la policia filipina va arribar per ordenar a Evangelista que cancel·lés la desfilada. Després d'uns discursos dels líders comunistes, la manifestació va intentar avançar i la policia va carregar violentament i va dispersar la multitud.

### Inici de la clandestinitat
A partir d'aquests fets, el 14 de setembre de 1931 el Tribunal de Primera Instància de Manila, va aprovar una decisió que declarava tant el PKP com el KAP com a organitzacions il·legals i condemnava a vint líders comunistes a vuit anys i un dia de desterrament a les províncies. Evangelista també va ser condemnat amb sis mesos de presó i una multa de 400 pesos per sedició. Els comunistes condemnats van presentar una apel·lació al Tribunal Suprem, que va confirmar la decisió del CFI de Manila el 26 d'octubre de 1932.
L'administració nord-americana a les Filipines va reconèixer que els presos eren líders sindicals i considerant que la seva cooperació seria beneficiosa, van rebre ofertes de clemència executiva, però es van negar amb fermesa. Finalment, Manahan acceptaria l'indult del governador. Frank Murphy el 1935, en part a causa de diferències ideològiques entre ell i Evangelista, i en part a causa de la intervenció de Manuel Quezon. Això, combinat amb que Quezon va assumir la presidència de la Commonwealth amb el seu liberalisme i el seu desig genuí d'aconseguir el suport dels grups obrers, va permetre un inici d'acostament entre ell i Evangelista.
L'adopció de l'estratègia de front únic contra el feixisme per part de la Komintern també va tenir un paper en el seu alliberament. El 1936, James S. Allen, un alt funcionari de la CPUSA va viatjar a les Filipines per persuadir-los d'acceptar fins i tot un perdó condicional, en el context del canvi estratègic. Finalment, Allen va mediar amb Quezon per demanar amb èxit l'alliberament dels líders comunistes, que es faria efectiu el 31 de desembre de 1936, i la pròpia legalització del Partit. Després va tornar el 1938 per aconseguir l'indult absolut per als dirigents comunistes, que va ser concedit el 24 de desembre d'aquell mateix any.
Mentrestant, Allen també va ajudar a l'apropament entre el PKP i el Partit Socialista de Pedro Abad, amb perspectiva d'arribar a la fusió orgànica. Pedro va fundar el PSP el 1932 quan el PKP va ser il·legalitzat pel Tribunal Suprem. El 7 de novembre de 1938, durant l'aniversari de la Revolució d'Octubre, membres del PKP i del PSP van celebrar una convenció a la Gran Opera House de Manila on van declarar la seva fusió com el Partit Comunista de les Filipines. Crisanto Evangelista va ser elegit president, Pedro Abad Santos vicepresident i Guillermo Capadocia secretari general.

### Resistència Armada, 1942–1954
Durant la Segona Guerra Mundial, el PKP va formar el Hukbalahap (l'Exèrcit Popular contra Japó) sota el lideratge de Luis Taruc i Vicente Lava, que va créixer ràpidament amb desenes de milers d'efectius, majoritàriament al camp. Després del final de l'ocupació japonesa, el PKP es va trobar en una posició considerablement reforçada en la classe obrera i els moviments camperols. Posteriorment, el 1946, el PKP va participar en les eleccions presidencials i legislatives dins de l'Aliança Democràtica.
Al 1948, però, a conseqüència de la repressió del govern i el suport dels Estats Units, el PKP i el Hukbalahap, renombrat més endavant com a Exèrcit Popular d'Alliberament (HMB), van decidir estendre la resistència armada contra l'Estat. El Partit va ser prohibit aquell mateix any i el 18 d'octubre tot el secretariat del Comitè Central va ser arrestat, inclòs el secretari general José Lava, després de la captura del Politburó a Manila, que romandria a la presó durant les properes dues dècades. En el curs de la lluita armada, el PKP i l'Exèrcit Popular d'Alliberament van patir grans pèrdues, el desgast i l'escapçament del Partit van anar reduint l'activitat armada fins al a la rendició de 1954, tot i que va mantenir petits focus actius.

### Divisió
El 1964, Jose Maria Sison va cofundar la Joventut Patriòtica (Kabataang Makabayan) amb Nilo Tayag. Aquesta organització va reunir la joventut filipina contra la guerra del Vietnam, la presidència de Marcos i els polítics corruptes. El 26 de desembre de 1968, va formar i presidir el nou Partit Comunista de Filipines, una estructura escindida que superava un PKP marginal i desgastat per l'anterior rebel·lió, fonamentada en el pensament Mao Zedong, fruit de les seves pròpies experiències com a líder juvenil, obrer i activista de la reforma agrària. Això es coneix com el Primer Gran Moviment de Rectificació on Sison i altres joves radicals van criticar el lideratge i el fracàs del PKP prosoviètic.
Conseqüentment, la direcció del PKP va denunciar la maniobra de suplantació i l'estratègia maoista, però el nou Partit tenia una base més gran i una línia política renovada que va atraure milers de persones a unir-se a les seves files. D'aquesta manera, per evitar malentesos fruit del mateix nom de les dues estructures, a partir dels anys vuitanta el PKP original començaria a utilitzar l'afegit '-1930' per diferenciar-se del Partit Comunista de les Filipines, que un any després de la seva formació creava el Nou Exèrcit del Poble (NPA), impulsant la guerra popular prolongada al país.
El PKP-1930 va sobreviure a l'etapa del president Ferdinand Marcos i van ser indultats el 1974 a canvi del seu suport polític i renunciar obertament a la lluita armada, dissolent l'HBA. Així, van recolzar al govern en el seu programa de reforma agrària, l'intent de col·lectivització de la terra i la "Revolució Democràtica des del centre" que va plantejar Marcos. Mentre el Partit Comunista i el NPA continua la seva política de guerra popular, el PKP-1930 s'ha centrat en la via institucional, així, alguns membres del partit havien estat escollits per a càrrecs públics després de les eleccions de 2013 i 2016.